# Das Mädchen mit den blauen Augen
Das Mädchen mit den blauen Augen (frz. Originaltitel Un avion sans elle) ist ein Kriminalroman des französischen Autors Michel Bussi, der 2012 erschienen ist.

## Inhalt
Ein neugeborenes Mädchen überlebt als einziger Passagier einen Flugzeugabsturz im französischen Jura, nahe der schweizerischen Grenze. Da die Eltern des Babys beim Absturz ums Leben kommen, streiten sich zwei Familien um den Verwandtschaftsanspruch. Die wahre Identität des Kindes konnte nie geklärt werden. Es wird schließlich von einem Familiengericht einer der beiden Familien zugesprochen. Ein Privatdetektiv scheint die Wahrheit nach jahrelangen Ermittlungen herausgefunden zu haben. Er wird anscheinend ermordet, hinterlässt aber eine Akte mit Ergebnissen seiner Nachforschungen.

## Auszeichnungen
- 2012 Prix Maison de la Presse[1]
- 2012 Prix du roman populaire
- 2012 Prix du meilleur polar francophone (Montigny-les-Cormeilles)[2]

## Ausgaben
- Un avion sans elle.  Edition Pocket 2012
- Das Mädchen mit den blauen Augen. Deutsche Übersetzung von Olaf Matthias Roth. Rütten & Loening 2014

## Adaptionen

### TV-Serie
Das Buch wurde 2019 von Jean-Marc Rudnicki als vierteilige Miniserie verfilmt. Pénélope-Rose Lévèque spielte die Titelrolle. Margaux Chatelier, Yannis Lespert und Bruno Solo übernahmen weitere tragende Rollen. 2023 wurde die Serie auf dem deutschen Free-TV-Sender ONE ausgestrahlt.

### Comic
Fred Duval gestaltete den Thriller von Michel Bussi als Comic. Sein gleichnamiges Werk erschien am 26. Mai 2021 bei Glénat und am 25. Mai 2022 auf Deutsch beim Splitter Verlag, übersetzt von Tanja Krämling. Nach Schwarze Seerosen (frz. Originaltitel Nympheas noirs) ist dies Fred Duvals zweite Comicadaption eines Michel Bussi Krimis.